# Dunkeswell
Dunkeswell – wieś i civil parish w Anglii, w Devon, w dystrykcie East Devon. W 2011 civil parish liczyła 1584 mieszkańców. Dunkeswell jest wspomniana w Domesday Book (1086) jako Doducheswelle/Duducheswilla.